# Cornón de los Ortizes
Cornón de los Ortizes (o Cornon de los Ortices) es un despoblado del término municipal de Quintanilla de Onsoña, provincia de Palencia.
En 1826, según el diccionario de Sebastián Miñano, era un despoblado realengo del partido de Carrion. Tenía 8 vecinos (25 habitantes).